# New York Academy of Sciences
Die New York Academy of Sciences (NYAS) ist eine Gesellschaft mit zirka 26.000 Mitgliedern aus 140 Ländern. Die Mitgliedschaft steht jedem gegen Zahlung einer Jahresgebühr offen.

Logo der NYAS

## Geschichte
Die New York Academy of Sciences wurde 1817 als The Lyceum of Natural History in the City of New York von dem Physiker Samuel Latham Mitchill gegründet und 1831 durch eine Stiftung der New York University erweitert. Die Akademie versteht sich als Plattform für den Austausch in den Natur-, Ingenieur- und Medizinwissenschaften. Seit ihrer Gründung organisiert die NYAS viele Tagungen ihrer Mitglieder zum Austausch mit anderen Wissenschaftlern und gibt die Ergebnisse in den Annals of the New York Academy of Sciences bekannt. In verschiedenen Programmen werden junge Wissenschaftler gefördert.

## Organisation
Die Akademie wird von einem Präsidenten geführt und von einem Board of Governors (Direktorium) unterstützt. Vorsitzender des Board of Governors ist John Sexton, Präsident der New York University, derzeitiger Präsident ist Ellis Rubinstein. 
Zum President’s Council (Beirat) gehören unter anderem die Nobelpreisträger Richard Axel, David Baltimore, Paul Berg, Günter Blobel, Sydney Brenner, Michael S. Brown, Linda Buck, Thomas R. Cech, Peter Doherty, Joseph L. Goldstein, Paul Greengard, Eric Kandel, Joshua Lederberg, Leon Max Lederman, Roderick MacKinnon, Paul Nurse, Robert C. Richardson, F. Sherwood Rowland, Bengt Samuelsson, Phillip A. Sharp, Harold Varmus, Torsten N. Wiesel und Frank Wilczek sowie Peter Gruss, ehemaliger Präsident der Max-Planck-Gesellschaft, und Ernst-Ludwig Winnacker, ehemaliger Präsident der Deutschen Forschungsgemeinschaft und derzeitiger Generalsekretär des Europäischen Forschungsrats.
Bekannte Mitglieder waren Thomas Edison, Thomas Jefferson, James Monroe, Charles Darwin, John James Audubon, Louis Pasteur, Linus Pauling, und Albert Einstein.
Die Mitgliedschaft entsteht nicht durch Wahl oder Ernennung, sondern durch einen fördernden Jahresbeitrag und eventuelle zusätzliche Spenden. Es gibt aber auch Academy Fellows und Honorary Life Members, was jeweils eine hohe Auszeichnung darstellt.
Die Akademie verleiht den Heinz R. Pagels Human Rights of Scientists Award.